# Mosaïculture
Pour les articles homonymes, voir Mosaïc (homonymie).

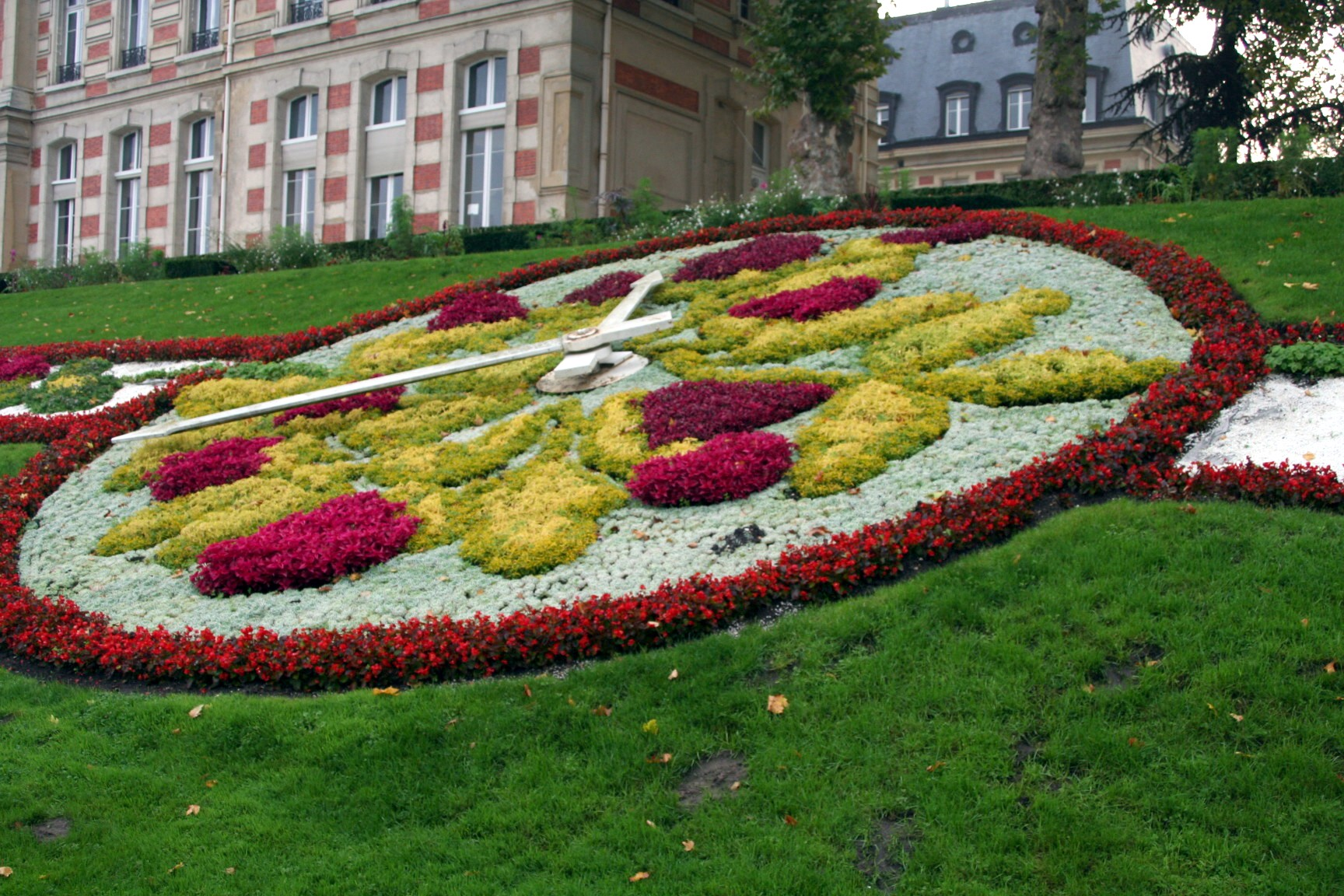
Horloge fleurie à Versailles

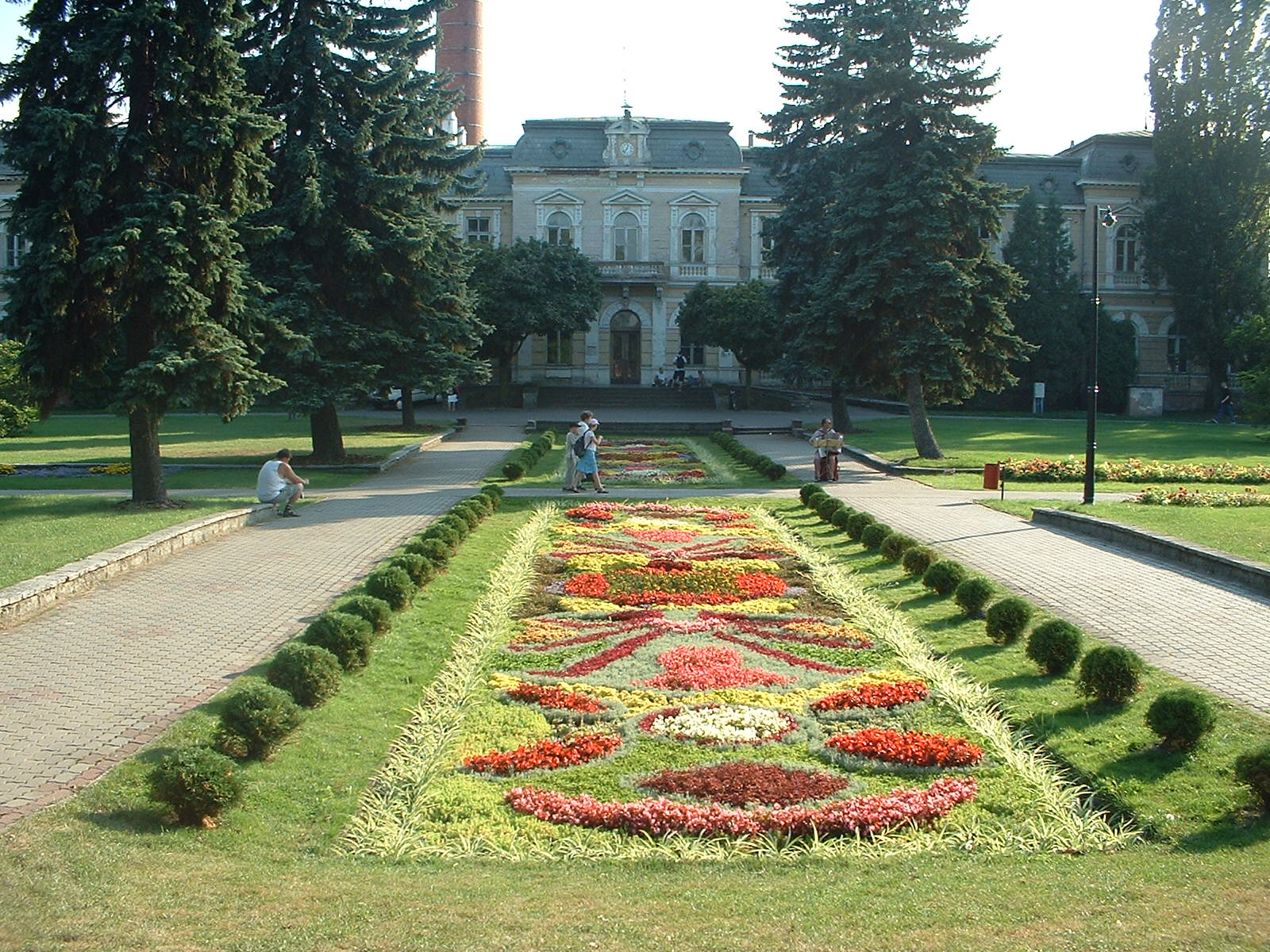
Mosaïculture sur plate-bande

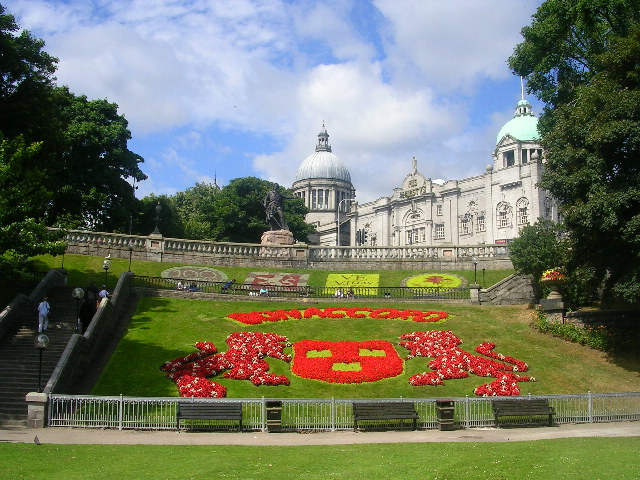
Mosaïculture sur blason

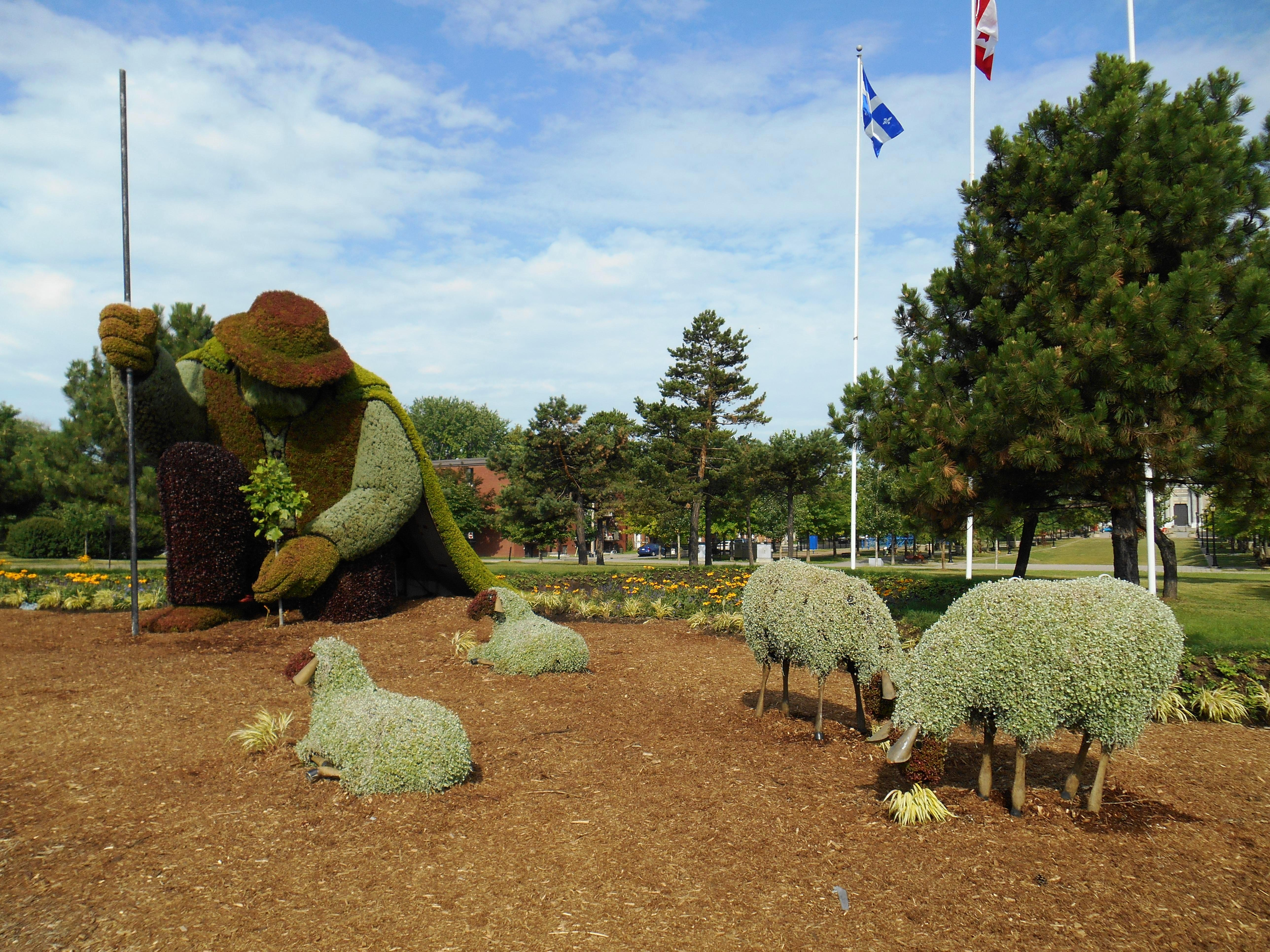
L'Homme qui plantait des arbres

La mosaïculture est l'art de composer des massifs fleuris en associant certaines couleurs de floraisons et formes de feuillage pour créer des motifs ou des textes selon un dessin préétabli. Ces tableaux colorés sont réalisés à l'aide de plantes vivantes choisies pour leurs couleurs, principalement la couleur du feuillage (Sempervivum, Cinéraire, Iresine, Alternanthera, Santoline) et de la fleur, leur homogénéité de croissance. Cette méthode d'ornementation se pratique surtout au niveau des plates-bandes dans les jardins publics, le plus souvent en deux dimensions, mais aussi en trois dimensions, donnant lieu alors à de véritables sculptures végétales. Une mode très répandue à la fin du XIXe siècle est la création de « corbeilles », massifs floraux de forme géométrique courbe (ovale, ove, rond, elliptique, croissant, etc.) au profil bombé qui s'harmonise au vallonnement des pelouses, à la courbe des allées. Un décor traditionnel de corbeille est la reproduction de blason, de nom des villes ou d'horloge fleurie.

## Histoire
L’origine de cet art est probablement lointain, cette forme d’horticulture étant surtout connue pour son développement en Europe aux XVIe et XVIIe siècles, influencée par les parterres en broderie. La mosaïculture est très en vogue sous le Second Empire qui voit des jardiniers, appelés mosaïculteur, se spécialiser dans la garniture des plates-bandes et corbeilles, puis décline au début du XXe siècle. 
Les premières mosaïcultures végétales aux formes tridimensionnelles apparaissent au milieu du XXe siècle. Cet art connaît un regain d'intérêt vers la fin des années 1990 dans le cadre de concours nationaux et internationaux.
Le Comité international de mosaïculture organise tous les trois ans une manifestation appelée « Mosaïcultures internationales » dont les deux premières éditions se sont tenues à Montréal (Québec) en 2000 et en 2003.